# Ourense (comarca)
Ourense è una comarca della Spagna, situata nella comunità autonoma di Galizia ed in particolare nella provincia di Ourense.